# Славяне (гурт)
«Славяне» (укр. Слов'яни) — радянська рок-група, хронологічно третя в країні (після «Brothers» і «Соколів»). Записів «Слов'яни» не залишили. Виконували англомовні кавери.

## Історія
Колектив заснований в 1964 році. Співали по-англійськи. Олександр Градський, будучи з осені 1965 року гітаристом і вокалістом групи, наполягав на автентичному російськомовному репертуарі, оскільки інші колективи виконували пісні з репертуару The Beatles і The Rolling Stones.
Крім Градського, у групі грали: Віктор Дегтярьов (бас), В'ячеслав Донцов (ударні), Вадим Маслов (електроорган), Михайло Турков (гітара).
Градський, Дегтярьов, Донцов з 1966 по 1968 рік працювали в складі групи «Лос Панчос», виконували танцювальну музику.
Одночасно Дегтярьов з 1967 року виступає в групі «Скіфи».
|  | Вся апаратура була саморобною ... Обладнання, сконструйоване таким собі Сашею Корольовим, складалося з трьох 25-ватних гітарних комбо і 100-ватної голосової системи. Коштував весь комплект тисячу рублів. Всі групи грали тільки на танцях - у фоє інститутів, школах, студентських кафе і гуртожитках - і отримували за виступ по 50-100 рублів за домовленістю з організаторами. |